# Ngamb
Ngamb es una localidad ubicada en el sur de la parte continental de Guinea Ecuatorial .